# Solar Bears d'Orlando (ECHL)
Pour la franchise de la Ligue internationale de hockey, voir Solar Bears d'Orlando (LIH).
Les Solar Bears d'Orlando sont une franchise professionnelle de hockey sur glace en Amérique du Nord qui évolue dans l'ECHL. L'équipe est basée à Orlando en Floride. Ils jouent au Amway Center.

## Historique
La franchise est créée en 2011.
Le 10 mai 2012, l'équipe annonce qu'elle sera affilié avec le Wild du Minnesota de la LNH et les Aeros de Houston de la Ligue américaine de hockey.